# Abbir Germaniciana
Abbir Germaniciana è il nome di un'antica città romana che sorgeva nella provincia romana dell'Africa Proconsolare, nell'attuale regione corrispondente inizialmente al territorio intorno a Cartagine che si estese successivamente, a spese del regno di Numidia, lungo le coste del Maghreb, comprendendo i territori occupati oggi dalla Tunisia ad esclusione della sua parte desertica. In epoca cristiana la città fu sede dell'omonima diocesi, suffraganea dell'arcidiocesi di Cartagine.